# El general de la Rovere
El general de la Rovere (títol original en italià Il generale della Rovere) és una coproducció italo-francesa dirigida per Roberto Rossellini i estrenada l'any 1959. El film està basat en la novel·la de Indro Montanelli basada així mateix en una història real. Ha estat doblada al català.

## Argument
Gènova, 1944, durant l'era de la República Social Italiana. El petit lladre Emmanuele Bardone (interpretat per Vittorio De Sica) és contractat pel Tercer Reich per a fer-se passar per un líder del  Resistència italiana, el general Della Rovere, i infiltrar-se en un grup de resistència. presoners en una presó de Milà. A poc a poc, Bardone es perd a si mateix en el seu paper i no sols fingeix ser un heroi de la resistència, sinó que en realitat s'hi converteix, primer animant als seus companys de presó a mostrar coratge i finalment acceptant la mort per afusellament en lloc de trair a un altre líder de la resistència empresonat.	 

## Repartiment
- Vittorio De Sica: Vittorio Emanuele Bardone/Grimaldi
- Hannes Messemer: SS Col. Müller
- Vittorio Caprioli: Aristide Banchelli
- Sandra Milo: Olga
- Giovanna Ralli: Valeria
- Maria Greco: Madama Vera
- Herbert Fischer: Sargento alemán
- Anne Vernon: Clara Fassio
- Franco Interlenghi: Antonio Pasquali
- Ivo Garrani: cap de partisans
- Linda Veras: assistent alemany

## Premis i distincions
Mostra Internacional de Cinema de Venècia
| Any  | Categoria       | Proposat           | Resultat  |
| ---- | --------------- | ------------------ | --------- |
| 1959 | Lleó d'Or       | Roberto Rossellini | Guanyador |
| 1959 | Menció especial | Roberto Rossellini | Guanyador |
| 1959 | Premi OCIC      | Roberto Rossellini | Guanyador |

## Influències culturals
La transformació de Emmanuele Bardone, el protagonista de la pel·lícula, de col·laboradora de l'Eix a heroi de la resistència anti nacionalsocialista, ha estat comparada pels comentaristes polítics espanyols amb la història de vida de Adolfo Suárez, l'espanyol primer ministre que va supervisar la transició a la democràcia a la fi de la dècada de 1970. En concret, Javier Cercas dedica l'últim capítol d' Anatomía de un instante per explorar els paral·lelismes entre Bardone i Suarez.